# Az abortusz legalizálásának időpontja egyes országokban
Az alábbi lista az abortusz vagy művi vetélés törvényi engedélyezésének éveit tartalmazza a világ különböző országaiban. A lista időrendi sorrendben sorolja fel az országokat.
Míg 1970-ig a legtöbb országban tiltott, 2017-ban már alig 17 ország volt ilyen helyzetben.

## A lista

### Európaiországok
- 1920: Szovjetunió, Oroszország[2] (1936-1955 között ismét betiltva)[3]
- 1927 (csak életveszélyes esetben): Németország[4] (rendes abortusz: 1972: NDK, 1976: NSZK)
- 1950: Finnország[5]
- 1951: Jugoszlávia[6]
- 1956: Magyarország,[7] Lengyelország,[6] Bulgária[8]
- 1957: Románia (1966-1989 között ismét betiltva)[9]
- 1958: Csehszlovákia[10]
- 1973: Dánia[11]
- 1975: Svédország,[12] Norvégia[13]
- 1968: Egyesült Királyság[14]
- 1975: Franciaország,[15]
- 1978: Olaszország[16] Izland,[17] Ausztria,[18] Luxemburg[19]
- 1984: Portugália,[20] Hollandia[21]
- 1985: Spanyolország[22]
- 1986: Görögország[23]
- 1990: Belgium[24]
- 2002: Svájc[25]
- 2018: Írország[26]
- 2019: Észak-Írország[27]

- több mai európai ország (Ukrajna, Moldova, Litvánia, Lettország, Észtország) korábban a Szovjetunióhoz tartozott, ezekben az 1950-es évektől az szovjet jogrendszer alapján vezették be az abortuszt.
- tiltott: Málta, Andorra, Vatikán,[28]

### Afrikaiországok
- Algéria
- Angola
- Benin
- Bissau-Guinea
- Botswana
- Burkina Faso
- Burundi
- Comore-szigetek
- Csád
- Dél-afrikai Köztársaság
- Dél-Szudán
- Dzsibuti
- Egyenlítői-Guinea
- Egyiptom
- Elefántcsontpart
- Eritrea
- Etiópia
- Gabon
- Gambia
- Ghána
- Guinea
- Kamerun
- Kenya
- Kongói Köztársaság
- Kongói Demokratikus Köztársaság
- Közép-afrikai Köztársaság
- Lesotho
- Libéria
- Líbia
- Madagaszkár tiltott[29]
- Malawi
- Mali
- Marokkó
- Mauritánia
- Mauritius
- Mozambik
- Namíbia
- Niger
- Nigéria
- Ruanda
- São Tomé és Príncipe
- Seychelle-szigetek
- Sierra Leone
- Szenegál tiltott[29]
- Szomália
- Szudán
- Szváziföld
- Tanzánia
- Togo
- Tunézia
- Uganda
- Zambia
- Zimbabwe
- Zöld-foki Köztársaság

### Ázsiaiországok
- Afganisztán tiltott[30]
- Azerbajdzsán (nemi szelektív is engedélyezett)[31]
- Bahrein tiltott
- Banglades tiltott[32]
- Bhután tiltott[33]
- Brunei tiltott[34]
- Ciprus 2018
- Dél-Korea 2019[35]
- Egyesült Arab Emírségek 2024[36]
- Egyiptom tiltott[29]
- Észak-Korea tiltott[37] (1983 és 1993 között engedélyezett volt)[38]
- Fülöp-szigetek tiltott[29]
- Grúzia
- India
- Indonézia
- Irak tiltott[29]
- Irán
- Izrael
- Japán 1948[39]
- Jemen
- Jordánia
- Kambodzsa
- Katar
- Kazahsztán
- Kelet-Timor
- Kína 1953[40]
- Kirgizisztán
- Kuvait
- Laosz
- Libanon
- Malajzia
- Maldív-szigetek
- Mianmar
- Mongólia
- Nepál
- Omán
- Oroszország
- Örményország
- Pakisztán
- Srí Lanka
- Szaúd-Arábia
- Szingapúr
- Szíria
- Tádzsikisztán
- Thaiföld
- Törökország
- Türkmenisztán
- Üzbegisztán
- Vietnám

### Észak-Amerikaiországok
- Amerikai Egyesült Államok 1960-as évek: egyes államok az USA-ban,[41] 1973: teljes USA[41]
- Antigua és Barbuda
- Bahama-szigetek
- Barbados
- Belize
- Costa Rica
- Dominikai Közösség
- Dominikai Köztársaság
- Grenada
- Guatemala
- Haiti tiltott[29]
- Honduras
- Jamaica
- Kanada
- Kuba
- Mexikó 2023[42]
- Nicaragua tiltott[29]
- Panama
- Saint Kitts és Nevis
- Saint Lucia
- Saint Vincent és a Grenadine-szigetek
- Salvador tiltott[29]
- Trinidad és Tobago

### Dél-Amerikaiországok
| Ország    | Időpont                                                               |
| --------- | --------------------------------------------------------------------- |
| Argentína | 2020 / 2021: Argentína                                                |
| Bolívia   | tiltott                                                               |
| Brazília  | 2012                                                                  |
| Chile     | 2017 (életveszélyes esetekben 1931 és 1989 között engedélyezett volt) |

| Ország   | Időpont |
| -------- | ------- |
| Ecuador  | 2021    |
| Guyana   | 1995    |
| Kolumbia | 2022    |
| Paraguay | tiltott |

| Ország    | Időpont                                    |
| --------- | ------------------------------------------ |
| Peru      | életveszélyes esetektől eltekintve tiltott |
| Suriname  | tiltott                                    |
| Uruguay   | 2012                                       |
| Venezuela | életveszélyes esetektől eltekintve tiltott |

### Ausztráliaésóceániaiországok
- Ausztrália 1969[48]
- Fidzsi-szigetek
- Kiribati
- Marshall-szigetek
- Mikronézia
- Nauru
- Palau
- Pápua Új-Guinea
- Salamon-szigetek
- Szamoa
- Tonga
- Tuvalu
- Új-Zéland 1977
- Vanuatu

### Csak a nő életének megmentése esetén engedélyezett
- Libanon, Nigéria, Uganda, Líbia, Chile[29]

## Fordítás
- Ez a szócikk részben vagy egészben  az   Abortion under communism című angol Wikipédia-szócikk fordításán alapul.  Az eredeti cikk szerkesztőit annak laptörténete sorolja fel. Ez a jelzés csupán a megfogalmazás eredetét és a szerzői jogokat jelzi, nem szolgál a cikkben szereplő információk forrásmegjelöléseként.
- Ez a szócikk részben vagy egészben  az   Abortion in Europe című angol Wikipédia-szócikk fordításán alapul.  Az eredeti cikk szerkesztőit annak laptörténete sorolja fel. Ez a jelzés csupán a megfogalmazás eredetét és a szerzői jogokat jelzi, nem szolgál a cikkben szereplő információk forrásmegjelöléseként.

## Egyéb További információk
- http://www.spdc.pt/files/publicacoes/Pub_AbortionlegislationinEuropeIPPFEN_Feb2009.pdf
- https://reproductiverights.org/maps/worlds-abortion-laws/